# Dakleer

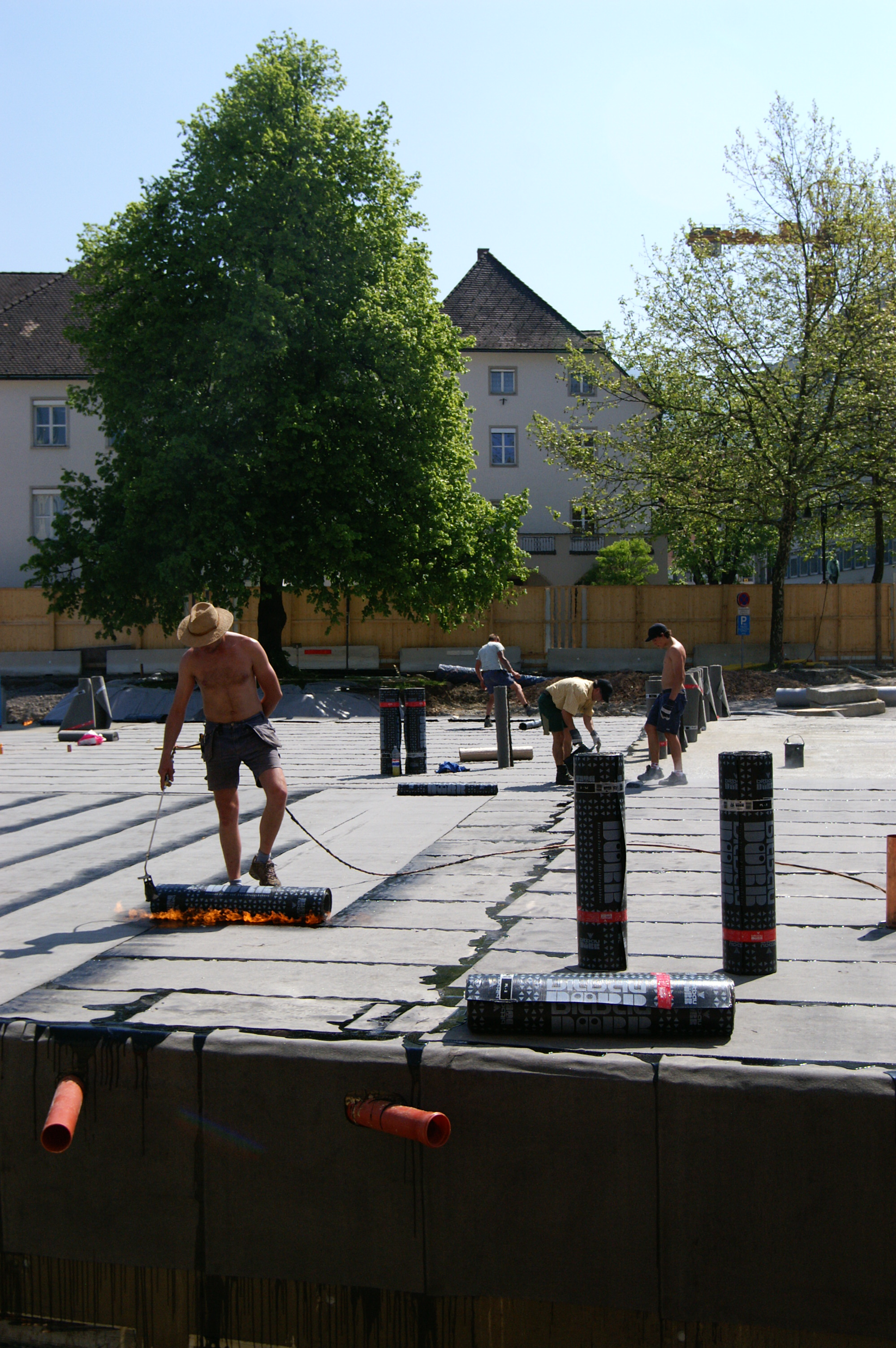
Aanbrengen van bitumineuze dakdekking op een plat dak

Dakleer is een bitumen- en teerhoudende dakbedekking. Het wordt zowel op platte als op hellende daken toegepast.
In Nederland is het voorgeschreven bij het verwijderen van dakleer rekening te houden met het feit dat dakleerafval veel polycyclische aromatische koolwaterstoffen (PAK) kan bevatten. Bij hoge gehaltes aan PAK dient het afval gescheiden gehouden te worden. Vooral dakbedekkingen op basis van steenkoolteer bevatten zeer hoge gehaltes PAK. PAK-verklikkers kunnen worden gebruikt om bij monsters vast te stellen of het dakbedekking met te veel PAK betreft.